# Saint-Grégoire-d'Ardennes
Saint-Grégoire-d'Ardennes è un comune francese di 133 abitanti situato nel dipartimento della Charente Marittima nella regione della Nuova Aquitania.

## Società

### Evoluzione demografica
Abitanti censiti